# Josefa Benítez Guzmán
Josefa Benítez Guzmán (conocida como Pepi Benítez; Barcelona, 30 de agosto de 1969) es una deportista española que compitió en ciclismo adaptado en las modalidades de ruta y pista.

## Biografía
Desde pequeña, una enfermedad genética le hizo perder parcialmente la vista de manera progresiva hasta que a los trece años se vio obligada a dejar de ir en bicicleta por no poder calcular las distancias. Siete años más tarde, Josefa Benítez decidió darse una segunda oportunidad y probó a montar en tándem. Mientras tanto, se dedicaba a otras especialidades deportivas como la natación, la esgrima y el running.
Ganó una medalla de plata en los Juegos Paralímpicos de Londres 2012 en la prueba de ruta (clase B).
| Juegos Paralímpicos | Juegos Paralímpicos   | Juegos Paralímpicos | Juegos Paralímpicos |
| Año                 | Lugar                 | Medalla             | Prueba              |
| ------------------- | --------------------- | ------------------- | ------------------- |
| 2012                | Londres (Reino Unido) | Medalla de plata    | Ruta B              |